# París (warenhuis)
Paris, voorheen bekend als Almacenes París, is een Chileense warenhuisketen, eigendom van de multinational Cencosud. Het bedrijf, opgericht in 1900, was lid van de International Association of Department Stores van 2000 tot 2005. De slogan van het bedrijf is es mi tienda (Het is mijn winkel). 
Het bedrijf exploiteert tientallen warenhuizen door het hele land. París verkoopt kleding voor mannen, vrouwen en kinderen, huishoudelijke apparaten en meubels, en heeft een eigen reisbureau. 

## Geschiedenis
De warenhuisketen werd in 1900 opgericht door José María Couso als Mueblería París in Santiago, Chili. In 1950 veranderde het warenhuis zijn naam in Almacenes París, als gevolg van de uitbreiding van het assortiment.
In 1970 introduceerde Almacenes París de eerste versie van zijn betaalkaart, de "Tarjeta París". Het concept werd al snel overgenomen door de concurrenten, Ripley en Falabella. In 1990 verwierf Almacenes París warenhuizen in Parque Arauco en Mall Plaza Vespucio, als gevolg van het faillissement van het warenhuis Muricy. Daarnaast is er een warenhuis in Plaza Lyon in Providencia. 
Bovendien verwierf het de gebouwen in Coyancura met las Bellotas, waarnaar het hoofdkantoor van het bedrijf werd verplaatst. Het voormalige hoofdkantoor in Alameda werd Torre París gedoopt.
Op 30 juni 2020 kondigde Cencosud het einde van de activiteiten van París in Peru aan, waarbij alle winkels werden gesloten en de werknemers overgingen naar de Wong- en Metro-supermarkten. 